# Cymothoe seneca
Cymothoe seneca är en fjärilsart som beskrevs av Kirby 1889. Cymothoe seneca ingår i släktet Cymothoe och familjen praktfjärilar. Inga underarter finns listade i Catalogue of Life.